# インディグウェ・シンディ千想夢
インディグウェ シンディ千想夢（インディグウェ シンディちそむ、2005年8月16日 - ）は、日本の女子バレーボール選手である。

## 来歴
神奈川県相模原市出身。相模原市立東林中学校を経て八王子実践高等学校に進学。
2022年にはU18日本代表として第14回アジアU18選手権に出場、翌2023年にはU19日本代表として第18回世界U19選手権に出場した。
2024年1月、アランマーレ山形への入団内定が発表され、同年4月にプレステージ・インターナショナルに入社。10月12日に行われたチーム開幕戦であるデンソーエアリービーズ戦に途中出場し、SVリーグデビューを果たした。

## 人物
- 父親がナイジェリア人である[7]。

## 球歴
- U18・U19日本代表
  - アジアU18選手権  - 2022年
  - 世界U19選手権 - 2023年

## 所属チーム
- 相模原市立東林中学校（2018-2021年）
- 八王子実践高等学校（2021-2024年）
- アランマーレ山形（2024年-）